# مطار النعمة
مطار النعمة (إياتا: EMN، إيكاو: GQNI)، هو مطار يخدم مدينة النعمة في شرق موريتانيا، ويبعد المطار عن وسط المدينة بـ 7 كلم.

## تاريخ
- 2019: دشن الوزير الأول الموريتاني إسماعيل ولد بده ولد الشيخ سيديا الخط الجوي الرابط بين النعمة ونواكشوط والذي ستسيره الموريتانية للطيران.[2]
- 2014: إستقبل المطار أول فوج أوربي يتكون من 112 مواطنا أوروبيا تمت دعوتهم عن طريق الوزارة المكلفة بالسياحة لحضور فعاليات النسخة الرابعة من مهرجان المدن القديمة المقامة في ولاتة.
- 2013: رفضت الحكومة الموريتانية طلب للقوات الفرنسية والإفريقية السماح باستخدام مطار النعمة في الحملة العسكرية على تنظيم القاعدة في شمال مالي، مكتفية بتوفير الدعم الاستخباراتي والسماح للطائرات الفرنسية والإفريقية بعبور أجوائها.

## المطار
عرف مطار النعمة محطات هامة في مسيرة بنائه واستغلاله كانت أبرزها محاولة افتتاحه أمام الرحلات الوطنية والدولية بعد اكتمال كل التجهيزات الفنية اللازمة في عهد الرئيس السابق محمد خونه ولد هيداله، لكن فرحة سكان تلك المناطق لم تكتمل، حيث تم سحب تلك التجهيزات والمعدات سنة 1983 لصالح مطار العاصمة الاقتصادية نواذيبو وبقي على حاله يستقبل رحلات الخطوط الجوية الموريتانية من وإلى العاصمة نواكشوط وفي بعض الأحيان إلى بعض عواصم الدول الإفريقية إلى أواخر عهد الرئيس السابق معاوية ولد سيد أحمد الطايع، حيث أمرت السلطات آنذاك بإعادة بنائه وتجهيزه وفقا للمعايير الدولية ليتمكن من استقبال كل الطائرات مهما يكن حجمها ويستغل فرصة موقعه الجيوستراتيجي الهام. وقد اكتملت كل الإجراءات الفنية المتعلقة بهذا الأمر منذ فترة ولم يتم تدشينه بشكل رسمي ولم يتم استغلاله بشكل منظم وبقي يستقبل فقط بعض الرحلات المدنية الخاصة وأخرى عسكرية من وقت لآخر.

## شركات الطيران
| شركات الطيران       | الوجهات |
| ------------------- | ------- |
| الموريتانية للطيران | نواكشوط |